# Guettarda hololeuca
Guettarda hololeuca är en måreväxtart som beskrevs av Charles Wright. Guettarda hololeuca ingår i släktet Guettarda och familjen måreväxter.
Artens utbredningsområde är Kuba. Inga underarter finns listade i Catalogue of Life.